# Allende nigrohumeralis
Allende nigrohumeralis is een spinnensoort in de taxonomische indeling van de strekspinnen.
Het dier behoort tot het geslacht Allende. De wetenschappelijke naam van de soort werd voor het eerst geldig gepubliceerd in 1899 door F. Octavius Pickard-Cambridge.